# Hopman Cup 1995
De Hopman Cup 1995 werd gehouden van zaterdag 31 december tot en met zaterdag 7 januari 1995 op de hardcourtbinnenbanen van de Burswood Entertainment Complex in de Australische stad Perth.
Het toernooi was een eliminatietoernooi gespeeld met twaalf teams. Acht teams waren geplaatst; de top vier waren vrijgeloot voor de eerste ronde.

## Deelnemers naar ranglijstpositie
- Positie op 26 december 1994

| nr. | land             | team                                  | WTA +ATP - rang1 | resultaat    |
| --- | ---------------- | ------------------------------------- | ---------------- | ------------ |
| 1.  | Tsjechië         | Jana Novotná / Petr Korda             | 4+18=22          | halve finale |
| 2.  | Duitsland        | Anke Huber / Boris Becker             | 12+3=15          | winnaars     |
| 3.  | Spanje           | Conchita Martínez / Albert Costa      | 3+27=30          | kwartfinale  |
| 4.  | Verenigde Staten | Lindsay Davenport / Richey Reneberg   | 6+34=38          | kwartfinale  |
| 5.  | Oekraïne         | Natalia Medvedeva / Andrej Medvedev   | 57+15=72         | finale       |
| 6.  | Frankrijk        | Julie Halard / Jean-Philippe Fleurian | 21+96=117        | halve finale |
| 7.  | Zuid-Afrika      | Amanda Coetzer / Christo van Rensburg | 18+209=227       | eerste ronde |
| 8.  | Oostenrijk       | Judith Wiesner / Marcos Ondruska      | 25+47=62         | kwartfinale  |
| -   | Argentinië       | Inés Gorrochategui / Javier Frana     | 20+111=131       | eerste ronde |
| -   | Australië        | Kristine Radford / Pat Cash           | 56+511=567       | kwartfinale  |
| -   | Nederland        | Brenda Schultz / Tom Nijssen          | 15+591=606       | eerste ronde |
| -   | Zweden           | Åsa Carlsson / Mats Wilander          | 70+129=179       | eerste ronde |

## Spelregels
In dit toernooi bestaat een landenontmoeting uit drie partijen (rubbers): in het vrouwenenkelspel, mannenenkelspel en gemengd dubbelspel. De partijen werden gespeeld om twee-uit-drie sets. Het gemengd dubbelspel werd als derde partij gespeeld. 

## Speelschema

### Eliminatiefase
| Eerste ronde | Eerste ronde | Eerste ronde |  |  | Kwartfinale | Kwartfinale      | Kwartfinale |  |  | Halve finale | Halve finale | Halve finale |  |  | Finale | Finale    | Finale |
|              |              |              |  |  |             |                  |             |  |  |              |              |              |  |  |        |           |        |
|              |              |              |  |  |             |                  |             |  |  |              |              |              |  |  |        |           |        |
|              |              |              |  |  | 1           | Tsjechië         | 2           |  |  |              |              |              |  |  |        |           |        |
| 7            | Zuid-Afrika  | 1            |  |  |             | Australië        | 1           |  |  |              |              |              |  |  |        |           |        |
|              | Australië    | 2            |  |  |             |                  |             |  |  | 1            | Tsjechië     | 1            |  |  |        |           |        |
|              |              |              |  |  |             |                  |             |  |  | 5            | Oekraïne     | 2            |  |  |        |           |        |
|              |              |              |  |  | 4           | Verenigde Staten | 1           |  |  |              |              |              |  |  |        |           |        |
| 5            | Oekraïne     | 2            |  |  | 5           | Oekraïne         | 2           |  |  |              |              |              |  |  |        |           |        |
|              | Zweden       | 1            |  |  |             |                  |             |  |  |              |              |              |  |  | 5      | Oekraïne  | 0      |
|              | Nederland    | 1            |  |  |             |                  |             |  |  |              |              |              |  |  | 2      | Duitsland | 3      |
| 6            | Frankrijk    | 2            |  |  | 6           | Frankrijk        | 2           |  |  |              |              |              |  |  |        |           |        |
|              |              |              |  |  | 3           | Spanje           | 0           |  |  |              |              |              |  |  |        |           |        |
|              |              |              |  |  |             |                  |             |  |  | 6            | Frankrijk    | 1            |  |  |        |           |        |
|              | Argentinië   | 1            |  |  |             |                  |             |  |  | 2            | Duitsland    | 2            |  |  |        |           |        |
|              | Oostenrijk   | 2            |  |  | 8           | Oostenrijk       | 1           |  |  |              |              |              |  |  |        |           |        |
|              |              |              |  |  | 2           | Duitsland        | 2           |  |  |              |              |              |  |  |        |           |        |
|              |              |              |  |  |             |                  |             |  |  |              |              |              |  |  |        |           |        |

### Eerste ronde

#### Zuid-Afrika – Australië
| Vlag van Zuid-Afrika | Zuid-Afrika 1 | Perth, Australië 31 december - januari 1995 hardcourt (i) | Perth, Australië 31 december - januari 1995 hardcourt (i) | Perth, Australië 31 december - januari 1995 hardcourt (i) | Australia 2 | Vlag van Zwitserland |

|   |                                                                   |                                                                   | 1   | 2   | 3 |  |
| - | ----------------------------------------------------------------- | ----------------------------------------------------------------- | --- | --- | - |  |
| 1 | Amanda Coetzer Kristine Radford                                   | Amanda Coetzer Kristine Radford                                   | 6 1 | 6 1 |   |  |
| 2 | Christo van Rensburg Pat Cash                                     | Christo van Rensburg Pat Cash                                     | 5 7 | 2 6 |   |  |
| 3 | Amanda Coetzer / Christo van Rensburg Kristine Radford / Pat Cash | Amanda Coetzer / Christo van Rensburg Kristine Radford / Pat Cash | 6 7 | 6 7 |   |  |

#### Oekraïne – Zweden
| Vlag van Oekraïne | Oekraïne 2 | Perth, Australië 31 december - januari 1995 hardcourt (i) | Perth, Australië 31 december - januari 1995 hardcourt (i) | Perth, Australië 31 december - januari 1995 hardcourt (i) | Zweden 1 | Vlag van Zweden |

|   |                                                                  |                                                                  | 1   | 2   | 3   |  |
| - | ---------------------------------------------------------------- | ---------------------------------------------------------------- | --- | --- | --- |  |
| 1 | Natalia Medvedeva Åsa Carlsson                                   | Natalia Medvedeva Åsa Carlsson                                   | 6 7 | 6 4 | 7 5 |  |
| 2 | Andrej Medvedev Mats Wilander                                    | Andrej Medvedev Mats Wilander                                    | 6 2 | 4 6 | 3 6 |  |
| 3 | Natalia Medvedeva / Andrej Medvedev Åsa Carlsson / Mats Wilander | Natalia Medvedeva / Andrej Medvedev Åsa Carlsson / Mats Wilander | 6 2 | 6 2 |     |  |

#### Nederland – Frankrijk
| Vlag van Nederland | Nederland 1 | Perth, Australië 31 december - januari 1995 hardcourt (i) | Perth, Australië 31 december - januari 1995 hardcourt (i) | Perth, Australië 31 december - januari 1995 hardcourt (i) | Frankrijk 2 | Vlag van Frankrijk |

|   |                                                                       |                                                                       | 1   | 2   | 3   |  |
| - | --------------------------------------------------------------------- | --------------------------------------------------------------------- | --- | --- | --- |  |
| 1 | Brenda Schultz Julie Halard                                           | Brenda Schultz Julie Halard                                           | 6 0 | 6 3 |     |  |
| 2 | Tom Nijssen Jean-Philippe Fleurian                                    | Tom Nijssen Jean-Philippe Fleurian                                    | 6 7 | 6 3 | 3 6 |  |
| 3 | Brenda Schultz / Tom Nijssen Jean-Philippe Fleurian / Alex Antonitsch | Brenda Schultz / Tom Nijssen Jean-Philippe Fleurian / Alex Antonitsch | 6 3 | 2 6 | 6 7 |  |

#### Argentinië – Oostenrijk
| Vlag van Argentinië | Argentinië 1 | Perth, Australië 31 december - januari 1995 hardcourt (i) | Perth, Australië 31 december - januari 1995 hardcourt (i) | Perth, Australië 31 december - januari 1995 hardcourt (i) | Oostenrijk 2 | Vlag van Oostenrijk |

|   |                                                                |                                                                | 1   | 2   | 3 |  |
| - | -------------------------------------------------------------- | -------------------------------------------------------------- | --- | --- | - |  |
| 1 | Inés Gorrochategui Judith Wiesner                              | Inés Gorrochategui Judith Wiesner                              | 1 6 | 5 7 |   |  |
| 2 | Javier Frana Horst Skoff                                       | Javier Frana Horst Skoff                                       | 1 6 | 4 6 |   |  |
| 3 | Inés Gorrochategui / Javier Frana Judith Wiesner / Horst Skoff | Inés Gorrochategui / Javier Frana Judith Wiesner / Horst Skoff | 6 4 | 7 5 |   |  |

### Kwartfinale

#### Tsjechië – Australië
| Vlag van Tsjechië | Tsjechië 2 | Perth, Australië januari 1995 hardcourt (i) | Perth, Australië januari 1995 hardcourt (i) | Perth, Australië januari 1995 hardcourt (i) | Australië 1 | Vlag van Australië |

|   |                                                       |                                                       | 1   | 2   | 3   |  |
| - | ----------------------------------------------------- | ----------------------------------------------------- | --- | --- | --- |  |
| 1 | Jana Novotná Kristine Radford                         | Jana Novotná Kristine Radford                         | 6 3 | 6 3 |     |  |
| 2 | Petr Korda Pat Cash                                   | Petr Korda Pat Cash                                   | 2 6 | 6 3 | 7 6 |  |
| 3 | Jana Novotná / Petr Korda Kristine Radford / Pat Cash | Jana Novotná / Petr Korda Kristine Radford / Pat Cash | 3 6 | 4 6 |     |  |

#### Verenigde Staten – Oekraïne
| Vlag van Verenigde Staten | Verenigde Staten 1 | Perth, Australië januari 1995 hardcourt (i) | Perth, Australië januari 1995 hardcourt (i) | Perth, Australië januari 1995 hardcourt (i) | Oekraïne 2 | Vlag van Oekraïne |

|   |                                                                         |                                                                         | 1   | 2   | 3   |  |
| - | ----------------------------------------------------------------------- | ----------------------------------------------------------------------- | --- | --- | --- |  |
| 1 | Lindsay Davenport Natalia Medvedeva                                     | Lindsay Davenport Natalia Medvedeva                                     | 0 6 | 4 6 |     |  |
| 2 | Richey Reneberg Andrej Medvedev                                         | Richey Reneberg Andrej Medvedev                                         | 7 6 | 6 7 | 3 6 |  |
| 3 | Lindsay Davenport / Richey Reneberg Natalia Medvedeva / Andrej Medvedev | Lindsay Davenport / Richey Reneberg Natalia Medvedeva / Andrej Medvedev | 6 3 | 6 2 |     |  |

#### Frankrijk – Spanje
| Vlag van Frankrijk | Frankrijk 3 | Perth, Australië januari 1995 hardcourt (i) | Perth, Australië januari 1995 hardcourt (i) | Perth, Australië januari 1995 hardcourt (i) | Spanje 0 | Vlag van Spanje |

|   |                                                                        |                                                                        | 1   | 2   | 3 |  |
| - | ---------------------------------------------------------------------- | ---------------------------------------------------------------------- | --- | --- | - |  |
| 1 | Julie Halard Conchita Martínez                                         | Julie Halard Conchita Martínez                                         | 7 6 | 7 5 |   |  |
| 2 | Jean-Philippe Fleurian Albert Costa                                    | Jean-Philippe Fleurian Albert Costa                                    | 7 5 | 6 1 |   |  |
| 3 | Julie Halard / Jean-Philippe Fleurian Conchita Martínez / Albert Costa | Julie Halard / Jean-Philippe Fleurian Conchita Martínez / Albert Costa | 6 0 | 6 0 |   |  |

#### Oostenrijk – Duitsland
| Vlag van Oostenrijk | Oostenrijk 1 | Perth, Australië januari 1995 hardcourt (i) | Perth, Australië januari 1995 hardcourt (i) | Perth, Australië januari 1995 hardcourt (i) | Duitsland 2 | Vlag van Duitsland |

|   |                                                        |                                                        | 1   | 2   | 3   |  |
| - | ------------------------------------------------------ | ------------------------------------------------------ | --- | --- | --- |  |
| 1 | Judith Wiesner Anke Huber                              | Judith Wiesner Anke Huber                              | 1 6 | 2 6 |     |  |
| 2 | Horst Skoff Boris Becker                               | Horst Skoff Boris Becker                               | 3 6 | 4 6 |     |  |
| 3 | Judith Wiesner / Horst Skoff Anke Huber / Boris Becker | Judith Wiesner / Horst Skoff Anke Huber / Boris Becker | 5 7 | 6 4 | 7 5 |  |

### Halve finale

#### Tsjechië – Oekraïne
| Vlag van Tsjechië | Tsjechië 1 | Perth, Australië januari 1995 hardcourt (i) | Perth, Australië januari 1995 hardcourt (i) | Perth, Australië januari 1995 hardcourt (i) | Oekraïne 2 | Vlag van Oekraïne |

|   |                                                               |                                                               | 1   | 2   | 3   |  |
| - | ------------------------------------------------------------- | ------------------------------------------------------------- | --- | --- | --- |  |
| 1 | Jana Novotná Natalia Medvedeva                                | Jana Novotná Natalia Medvedeva                                | 1 6 | 7 6 | 3 6 |  |
| 2 | Petr Korda Andrej Medvedev                                    | Petr Korda Andrej Medvedev                                    | 6 7 | 6 7 |     |  |
| 3 | Jana Novotná / Petr Korda Natalia Medvedeva / Andrej Medvedev | Jana Novotná / Petr Korda Natalia Medvedeva / Andrej Medvedev | 8 3 |     |     |  |

#### Frankrijk – Duitsland
| Vlag van Frankrijk | Frankrijk 1 | Perth, Australië januari 1995 hardcourt (i) | Perth, Australië januari 1995 hardcourt (i) | Perth, Australië januari 1995 hardcourt (i) | Duitsland 2 | Vlag van Duitsland |

|   |                                                                 |                                                                 | 1   | 2   | 3 |  |
| - | --------------------------------------------------------------- | --------------------------------------------------------------- | --- | --- | - |  |
| 1 | Julie Halard Anke Huber                                         | Julie Halard Anke Huber                                         | 2 6 | 1 6 |   |  |
| 2 | Jean-Philippe Fleurian Boris Becker                             | Jean-Philippe Fleurian Boris Becker                             | 6 7 | 6 7 |   |  |
| 3 | Julie Halard / Jean-Philippe Fleurian Anke Huber / Boris Becker | Julie Halard / Jean-Philippe Fleurian Anke Huber / Boris Becker | 8 5 |     |   |  |

### Finale

#### Oekraïne – Duitsland
| Vlag van Oekraïne | Oekraïne 0 | Perth, Australië 7 januari 1995 hardcourt (i) | Perth, Australië 7 januari 1995 hardcourt (i) | Perth, Australië 7 januari 1995 hardcourt (i) | Duitsland 3 | Vlag van Duitsland |

|   |                                                               |                                                               | 1   | 2   | 3   |  |
| - | ------------------------------------------------------------- | ------------------------------------------------------------- | --- | --- | --- |  |
| 1 | Natalia Medvedeva Anke Huber                                  | Natalia Medvedeva Anke Huber                                  | 4 6 | 6 3 | 4 6 |  |
| 2 | Andrej Medvedev Boris Becker                                  | Andrej Medvedev Boris Becker                                  | 3 6 | 7 6 | 3 6 |  |
| 3 | Natalia Medvedeva / Andrej Medvedev Anke Huber / Boris Becker | Natalia Medvedeva / Andrej Medvedev Anke Huber / Boris Becker | w/o |     |     |  |